# Refuge d'Entre-Deux-Eaux
Le refuge d'Entre-Deux-Eaux, à 2 120 mètres d'altitude, est un refuge situé au cœur du parc national de la Vanoise, en Savoie.

## Toponymie
Il doit son nom à sa situation géographique qui le place à environ 600 mètres de la confluence entre le torrent de la Rocheure et celui de la Leisse, donnant naissance au Doron de Termignon. 

## Géographie
Il se trouve également au pied de la face sud de la Grande Casse, le plus haut sommet du massif de la Vanoise et fait partie du territoire administré par la commune de Termignon.

## Histoire
Au départ, la famille Burdin possède un des nombreux chalets d'alpage dans le vallon que surplombe la Grande Casse et le rocher du Col. En 1908, elle décide de construire un chalet-hôtel sur une terrasse plus élevée pour accueillir les nouveaux adeptes de la montagne. Vers 1910, les alpinistes anglais commencent à utiliser le chalet comme point de départ pour leurs ascensions. L'activité d'élevage et d'accueil de visiteurs s'est maintenue jusqu'en 1963, lorsque le parc national de la Vanoise a été créé. Depuis, l'activité d'élevage se réduit à l'entretien des alpages par quelques vaches qui produisent le lait utilisé pour la fabrication du réputé bleu de Termignon et les randonneurs sont accueillis dans de spacieux dortoirs.

## Fonctionnement
Le refuge privé, ouvert quatre mois par an, du 1er juin au 30 septembre, peut être une étape pour les randonneurs qui suivent le GR 5 et le GR 55.

## Faune
La création du parc national de la Vanoise a eu des effets positifs sur la faune endémique. Des chamois ont élu domicile sur les rochers des Pierres Brunes qui surplombent le vallon. On rencontre également de nombreux bouquetins dans le vallon qui mène au refuge Félix Faure.

## Accès
Depuis Modane puis Termignon, atteindre le parking de Bellecombe.